# Floris van der Mueren
Florentijn Jan (Floris) Van der Mueren (Hoogstraten, 2 november 1890 - Leuven, 23 december 1966) was een Belgisch organist, componist en musicoloog.

## Levensloop
Hij was zoon van Jozef {ieter Marie Van der Mueren en Anna Catharine De Bie. Zijn vader was muziekleraar aan het Klein Seminarie van Hoogstraten, waar Floris de middelbare schooljaren doorliep. Na drie jaar humaniora trok hij naar de Interdiocesane Kerkmuziekschool in Mechelen en had er onder meer Arthur Meulemans en Jules Van Nuffel als leraar. In 1911 eindigde hij als laureaat. Hij werd daarop organist van de Sint-Jozefkerk in Leuven.
Hij begon met het componeren van liederen en het schrijven van satirische toneelstukken. Van 1918 tot 1923 was hij secretaris van het Davidsfonds en begon aan een jarenlange carrière als voordrachtgever en spreker. Hij ontpopte zich hierbij vooral als een promotor van het Algemeen Beschaafd Nederlands. Hij studeerde nog verder. Bij Paul Gilson volgde hij van 1915 tot 1918 privélessen in compositietechnieken. Bij Albert Vogel bekwaamde hij zich in de voordrachtkunst. Vanaf 1921 studeerde hij kunstgeschiedenis aan de Katholieke Universiteit Leuven. Hij werd docent muziekgeschiedenis vanaf 1921 aan de Katholieke Vlaamse Hogeschool voor Vrouwen in Antwerpen en algemene muziekgeschiedenis vanaf 1923 aan de gedeeltelijk vernederlandste Rijksuniversiteit Gent. In 1931 promoveerde hij in Leuven tot doctor in de kunstgeschiedenis, met een proefschrift gewijd aan Het orgel in de Nederlanden.
In 1936 werd hij hoogleraar en in 1941 gewoon hoogleraar aan de Rijksuniversiteit Gent. In 1931 werd hij werkend lid van de Koninklijke Academie voor Wetenschappen, Letteren en Schone Kunsten van België.
In 1932 werd hij in Leuven verkozen tot gemeenteraadslid op de lijst van de Katholieke Vlaamsche Volkspartij. In 1938 werd hij schepen voor onderwijs en schone kunsten en bleef dit ambt verder uitoefenen tijdens de bezetting, wat hem na de oorlog moeilijkheden opleverde. In 1961 werd hij docent aan de Muziekkapel Koningin Elisabeth in Argenteuil.
Van der Mueren was een pionier in de musicologie in Vlaanderen en gaf een wetenschappelijke basis aan de muziekstudie. Hij ijverde, mede door zijn overtalrijke voordrachten, voor een Vlaamse muziekcultuur, een eigen Vlaamse liedkunst en voor de zang als waardevol gegeven in de opvoeding.

## Publicaties
Van der Mueren publiceerde talrijke studies over musicologische en andere culturele onderwerpen. Hij publiceerde vooral over Peter Benoit en over het nationale karakter in de muziek.
- Vlaamse muziek en componisten in de XIXe en XXe eeuw.
- Peter Benoit, man van zijn volk, 1935.
- Perspectief van de Vlaamse muziek sedert Benoit, 1961.

Hij publiceerde ook Vlaamsgezinde werken, zowel onder eigen naam als onder het pseudoniem M. Kerl:
- Het succes der Vlaamsche nationalisten, verraad der Kristen Democratie: kritiek eener mogelijke houding der Vlaams nationalisten op Vlaamsch en sociaal gebied, Brugge, Excelsior, 1929.
- Waarheen met de huidige Vlaamsche en sociale beweging, Brugge, Excelsior, 1929.

## Composities
- Jezukijn, op tekst van J. Notelteers.
- Eenzame liedjesvoor zang en piano, op teksten van Adama van Scheltema en Prosper Van Langendonck.
- Samson, oratorio op tekst van J. Rondu.
- Quam pulchro voor vier mannenstemmen en orgel.